# Anse-aux-Pins
Anse-aux-Pins è uno dei 26 distretti delle Seychelles, appartenente all'isola di Mahé.